# Obtusipalpis
Obtusipalpis is een geslacht van vlinders uit de familie van de grasmotten (Crambidae), uit de onderfamilie van de Spilomelinae. De wetenschappelijke naam van dit geslacht is voor het eerst voorgesteld door George Francis Hampson in een publicatie uit 1896. De soorten van dit geslacht komen in tropisch Afrika voor.

## Soorten
- Obtusipalpis albidalis Hampson, 1919
- Obtusipalpis brunneata Hampson, 1919
- Obtusipalpis citrina Druce, 1902
- Obtusipalpis fusipartalis Hampson, 1919
- Obtusipalpis pardalis Hampson, 1896
- Obtusipalpis rubricostalis Marion, 1954